# 中TONE
中TONE（英語：ZONETONE），是一組來自中華民國台灣澎湖的樂團，目前成員有4個人。育德、小咪、阿東三人，在2010年7月一起組成「總統府秘書長」樂團。2011年後來加入小提琴手BOA，確定正式組成中TONE樂團。2012年主唱丁丁離開，小許、阿德加入。2014年因鼓手返鄉回高雄，找不到合適的替代人選，同年7月1日中TONE樂團宣布無限期休團。

## 音樂作品
- 2012年『中TONE樂團首張「隨身EP」:Diary』
- 2012年『2012DEMO』

## 樂團經歷、受邀演出與獲獎紀錄
- 2010.07　組成三人團:小咪、育德、漢東，並暫定團名為:「總統府秘書長。」
- 2010.10　鼓手漢東嚴重車禍，樂團停擺。
- 2011.02　首錄簡單的夢，並試圖加入弦樂元素，邀請高子涵一同錄製。
- 2011.03　確定提琴手為年度製作目標團員之一。
- 2011.04　小提琴手郭郁汶加入，正式取名中TONE樂團。
- 2011.06　受邀至「菊島青年街頭藝文系列活動」，於菊島之星演出。
- 2011.06　鼓手大麟加入。
- 2011.06　金門花蛤季錄取獲得複賽資格。
- 2011.07　吉他手育德退伍。
- 2011.07　澎湖沙灘節演出，但因氣候不佳取消。
- 2011.07　前往金門花蛤季參與複賽。
- 2011.08　成立「中TONE戶工作室。」
- 2011.08　鼓手大麟退團。
- 2011.09　澎湖搖滾音樂節演出。
- 2011.09　主唱丁加入。
- 2011.10　音造計畫取得複賽資格。
- 2011.10　與台中鼓手二爺與排笛手David前往複賽取得決賽資格。
- 2011.11　澎湖風鈴節演出。
- 2011.12　台北河岸留言2011音造計畫決賽。
- 2011.12　風中吶喊演出。
- 2011.01　首張EP發行。
- 2012.01　旗山搖旗吶喊。
- 2012.02　台中浮現唱片為了未來的過去二(合輯發表)。
- 2012.04　春天吶喊。
- 2012.05　主唱丁離團。
- 2012.05　澎湖海上花火節。
- 2012.08　小提琴手離團演出、退團，主唱小許、鼓手耀德加入。
- 2012.08　DIARY之簡單的夢一曲，入圍中華電信主辦「2012電信應用大賽」。
- 2012.09　搖滾臺中樂團節演出。
- 2012.10.13　新歌派對(澎湖)
- 2012.12.31　我陪你跨年派對(主題曲、MV製作)(澎湖)
- 2012.12.31　我陪你跨年派對(澎湖)
- 2013.01.11　台南 ROOM335(台南)
- 2013.01.12　高雄 GOGOBAR(高雄)
- 2013.02.15　高雄搖旗吶喊(高雄)
- 2013.04.04　正宗春天吶喊音樂節(墾丁)
- 2013.05.25　菊島青年(澎湖)
- 2013.05.30　澎湖花火節(澎湖)
- 2013.06.02　貢寮海洋音樂季30強初賽(新北市-淡水)
- 2013.06.05　文澳國小畢業歌曲製作-接棒
- 2013.07.06　金門花蛤季(金門)
- 2013.07.08　貢寮海洋音樂祭-樂團人氣熱血大賞冠軍(獎項)
- 2013.07.19　迴響LIVE HOUSE(台中)
- 2013.07.20　浮現LIVE HOUSE(台中)
- 2013.07.22　貢寮海洋音樂祭-熱浪舞臺(新北市-貢寮)
- 2013.08.25　林投愛樂季(澎湖)
- 2013.10.12　戰地藝術節君歌秀(金門)
- 2013.11.08　迴響LIVE HOUSE(台中)
- 2013.11.10　這牆LIVE HOUSE(台北)
- 2013.12.21　中正路聖誕嘉年華(澎湖)
- 2013.12.31　我陪你跨年派對(澎湖)
- 2014.04.25　大愛電視台-樂事美聲錄 拍攝演出
- 2016.04.30   澎湖國際海上花火節演出(澎湖)

## 其他
- 2011年：

　　　　　成立「中TONE工作室」。

　　　　　官方網站facebook成立。

　　　　　鼓手 林 加入。

　　　　　主唱 丁 加入。
- 2012年：

　　　　　主唱 丁 離團。

　　　　　團員BOA離團。

　　　　　主唱小許、鼓手Brand加入。
- 2013年:    吉他手東東離團。